# Glasba na Hrvaškem
Glasba na Hrvaškem ima tako kot delitve države dva glavna vpliva: srednjeevropskega, ki je prisoten v osrednjem in severnem delu države, vključno s Slavonijo, in sredozemskega, ki je prisoten v obalnih regijah Dalmacije in Istre.
Na Hrvaškem sta priljubljena tako pop kot rock, pa tudi pop glasba, na katero vplivajo dalmatinski ali slavonski ljudski elementi.